# Mépillat
Mépillat est une ancienne commune française du département de l'Ain.

## Toponymie
On trouve les premières mentions du lieu dès 938 et  954 dans le cartulaire de Saint-Vincent de Mâcon sous le nom de Mispiliaco, puis le lieu est mentionné Mispillia en 1265, Mespillie en 1277, Mespillia  et Mepillia en 1325 (environ), Mespilleu en 1350 (environ), Mespillieu en 1365 (environ), Mespilliacus en 1393, Mespelliaz en 1492, Mespilla en 1536, Mespilliat en 1656, Mespillat en 1757, Mépilliat au XVIIIe siècle (cartes de Cassini), et enfin Mépillat en 1850 -1860 et Cruzilles-lès-Mépillat en 1867-1868.

## Histoire
Mépillat existe depuis le xie siècle et était possédé par une famille de gentilshommes du même nom, sous la suzeraineté des sires de Bagé.
Il est fait mentions de plusieurs membres de cette famille notamment en 1074-1096 de Berardi de Mespili (Bérard de Mépillat) que Gaulserand sire de Bagé (mort en 1110) présente comme un des garants de sa promesse de protéger l'église de Mâcon,.
On trouve également mention de Senoret de Mépillat en 1265, homme lige du temple de Lamusse,.
En 1601, à la suite de la guerre franco-savoyarde qui opposait, en 1600, le duché de Savoie de Charles-Emmanuel et le royaume de France d'Henri IV, Mépillat par le traité de Lyon favorable à la France, appartient à la France avec l'acquisition de celle-ci de la Bresse, du Bugey, du Valromey et du pays de Gex. Elle est par la suite intégrée à la province bourguignonne.
Entre 1790 et 1795, le village devient municipalité du canton de Pont-de-Veyle, et dépendait du district de Châtillon-les-Dombes
Le district de Châtillon-les-Dombes était une division territoriale du département de l'Ain de 1790 à 1795.
Mépillat connut différent seigneurs durant les siècles avant de devenir possession de François-Marie de Châtillon, chevalier de Malte.
Le 14 juin 1865, Mépillat est absorbée par Cruzilles qui prend le nom de Cruzilles-lès-Mépillat.

## Politique et administration
Durant l'Ancien Régime, Mépillat était une commune du mandement de Pont-de-Veyle et du bailliage, de l'élection et de la subdélégation de Bourg.
Lors de la création des départements par la Révolution française, la commune est intégrée au département de l'Ain et au district de Châtillon-les-Dombes. En 1800, après la suppression des districts, elle intègre l'arrondissement de Bourg-en-Bresse mais restent dans le canton de Pont-de-Veyle.
En mars 2015, à l'occasion des élections départementales, le décret du 13 février 2014redécoupage cantonal des cantons de l'Ain entre en vigueur. Ainsi, Mépillat devenue depuis 1865 Cruzilles-lès-Mépillat est intégrée au nouveau canton de Vonnas. Depuis au moins 1988, la commune fait partie de la quatrième circonscription de l'Ain pour l'élection des députés
Du point de vue judiciaire, la commune relève aujourd’hui du tribunal d'instance, du tribunal de grande instance, du tribunal pour enfants, du conseil de prud'hommes, du tribunal de commerce et du tribunal paritaire des baux ruraux de Bourg-en-Bressecour d'assises de l'Ain, elle-même située à Bourg. Enfin, elle dépend de la cour d'appel, du tribunal administratif et de la cour administrative d'appel de Lyon.

## Pour approfondir